# Daniel Kahneman
Daniel Kahneman (hebrejsko דניאל כהנמן), izraelsko-ameriški psiholog, * 5. marec 1934, Tel Aviv, Izrael, † 27. marec 2024, New York, Združene države Amerike. 
Skupaj z Amosem Tverskyjem in drugimi je opredelil spoznavno podlago za pogoste človeške napake, ki nastanejo kot posledica hevristik in pristranskosti (Kahneman in Tversky, 1973; Kahneman, Slovic in Tversky, 1982; Tversky in Kahneman, 1974), prav tako je razvil teorijo obetov (Kahneman in Tversky, 1979). Leta 2002 je prejel Nobelovo nagrado za ekonomijo.
Bil je zaslužni profesor psihologije in javnih zadev na šoli Woodrowa Wilsona Univerze Princeton. Poleg tega je bil eden izmed ustanoviteljev podjetja The Greatest Good.

## Biografija
Rojen je bil v Tel Avivu, medtem ko je njegova bila njegova mati na obisku pri razširjeni družini. Sicer so z družino živeli v Parizu, saj so bili njegovi starši litvanski judje, ki so imigrirali v Francijo v 1920-ih. Kljub starševski ljubezni do francoskih stvari in prijateljev, ki so si jih pridobili v Parizu,  se v Franciji niso nikdar počutili povsem varno.
Ko so Francijo leta 1940 okupirali Nemci, so bili Kahneman in njegova družina v Parizu. Pravi, da je takrat narisal tudi svoj prvi graf; leta 1941 je narisal premoženje družine kot funkcijo časa, ki je postala negativna, ko se je začela nemška okupacija. Njegov oče je bil izbran za koncentracijsko taborišče v prvem večjem zbiranju francoskih judov, vendar je bil izpuščen po šestih tednih zaradi intervencije njegovega delodajalca. Družina je bežala skozi celotno vojno. Vsi, razen Kahnemanovega očeta, ki je umrl za sladkorno boleznijo leta 1944, so med vojno ostali živi. Leta 1948 so se z družino preselili v Palestino, tik preden se je osnoval Izrael. 
Kahneman je leta 1954 diplomiral iz psihologije in matematike na Hebrejski univerzi v Jeruzalemu. Po diplomi je nekaj časa delal v izraelski vojski, kjer je moral ocenjevati kandidate za oficirsko šolo in razvijati teste ter različne vprašalnike v ta namen. Leta 1958 je nadaljeval svoj študij v Združenih državah. Doktorsko disertacijo je zagovarjal na Univerzi Kalifornije, Berkeley.
Poročen je bil z Anne Treisman, ki je prav tako profesorica na univerzi Princeton. 

### Akademska kariera

#### Kognitivna psihologija
Svojo akademsko kariero je začel kot predavatelj psihologije na Hebrejski univerzi v Jeruzalemu leta 1961. Leta 1966 je napredoval v rednega profesorja. V zgodnjih delih se je osredotočal predvsem na vidno zaznavanje in pozornost. Njegova prva objava v reviji Science je nosila naslov »Pupil Diameter and Load on Memory« (Kahneman in Beatty, 1966). V tem obdobju je bil gostujoči profesor na Univerzi Michigana (1965-66) in enoti za aplikativno psihološko raziskovanje na Cambridgeu (1968/69, poletje). Bil je tudi sodelavec na Centru za kognitivne študije in predavatelj za psihologijo na univerzi Harvard leta 1966/67.

#### Presojanje in odločanje
To obdobje zaznamuje Kahnemanovo dolgoročno sodelovanje z Amosem Tverskyjem. Skupaj sta izdala serijo izvirnih člankov na področju presojanja in odločanja. Leta 1979 je bila iz teh člankov razvita teorija obetov (Kahneman in Tversky, 1979). Zanjo je bil Kahneman nagrajen z Nobelovo nagrado za ekonomijo leta 2002.
V svoji Nobelovi biografiji Kahneman navaja, da se je njegovo sodelovanje s Tverskyjem začelo, ko je Kahneman povabil Tverskyja, da predava kot gost na enem izmed njegovim seminarjev na Hebrejski univerzi leta 1968 ali 1969. Njun prvi skupni članek z naslovom »Belief in the Law of Small Numbers« je bil objavljen leta 1971 (Tversky in Kahneman, 1971). Med letoma 1971 in 1979 sta objavila še šest drugih člankov v znanstvenih revijah. Poleg teorije obetov je bil najbpomembejši članek »Judgment Under Uncertainty: Heuristics and Biases« (Tversky in Kahneman, 1974), ki je bil objavljen v znanstveni reviji Science in je vnesel idejo sidranja. 
Kahneman je zapustil Hebrejsko univerzo in je leta 1978 zavzel položaj na univerzi British Columbia. To ni vplivalo na njuno sodelovanje s Tverskyjem, saj je ta istega leta začel delati na univerzi Stanford. 

#### Vedenjska ekonomija
Kahneman in Tversky sta bila med letoma 1977 in 1978 sodelavca na Centru za napredne študije vedenjskih znanosti na univerzi Stanford. Istega
leta je bil ekonomist Richard Thaler gostujoči profesor Stanfordove veje Nacionalnega biroja ekonomskega raziskovanja. Kahneman pravi, da sta kmalu
postala prijatelja in da sta od takrat imela velik vpliv na razmišljanje drugega. Leta 1980 je Thaler, na podlagi teorije obetov Kahnemana in Tverskyja, izdal »Toward a Positive Theory of Consumer Choice«, članek, ki ga je Kahneman oklical kot temeljni tekst vedenjske ekonomije. 

#### Hedonistična psihologija
V 90-ih letih se je Kahneman začel osredotočati na hedonistično psihologijo. To področje je zelo povezano z gibanjem pozitivne psihologije, ki je v tistih časih začela pridobivati na popularnosti. Glede hedonistične psihologije Kahneman in njegovi kolegi pravijo:

"Hedonistična psihologija… je preučevanje tistega, kar naredi
naše izkušnje prijetne ali neprijetne. Ukvarja se z občutji užitka in bolečine, interesov in dolgočasja, radosti in žalosti, zadovoljstva in nezadovoljstva. Prav tako se ukvarja s celim razponom okoliščin, od bioloških do družbenih, ki spremljajo trpljenje in uživanje."
Izvor Kahnemanovega raziskovalnega dela na tem področju je bil verjetno v njegovih delih, ki so se osredotočala na ekonomski pojem koristnosti. Po letu 1989 je začel objavljati članke o koristnosti in psihologiji koristnosti (npr. Kahneman in Snell, 1990; Kahneman in Thaler, 1991; Kahneman in Varey, 1991). Leta 1992 sta Kahneman in Varey predstavila metodo vrednotenja trenutkov in epizod kot način zajemanja »izkušenj skozi čas«. Medtem ko je Kahneman še vedno raziskoval odločanje (npr. Kahneman in Snell, 1990; Kahneman in Lovallo, 1993), se je vse bolj začel osredotočati na hedonistično psihologijo, saj se je število objav (npr. Fredrickson in Kahneman, 1993; Kahneman, Fredrickson, Schreiber in Redelemeier, 1993; Kahneman, Wakker in Sarin, 1997; Redelmeier in Kahneman, 1996), na tem področju povečalo. Vrhunec tega sodelovanja je bilo poglavje, katerega so-urednik je bil skupaj z Edom Dienerjem in Norbertom Schwarzom, strokovnjakoma za afekt in blagostanje.
Skupaj z Davidom Schkadejem sta razvila pojem iluzije osredotočanja (Kahneman in Schkade, 1998; Kahneman, Krueger, Schkade, Schwarz in Stone, 2006), da sta lahko deloma razložila napake, ki jih ljudje delajo, ko ocenjujejo učinke različnih spremenljivk na srečo v njihovi prihodnosti. Učinek se pojavi, ko ljudje ocenjujejo učinek določene specifične spremenljivke na njihovo srečo. Največkrat pretiravajo s pomembnostjo omenjene spremenljivke, medtem ko spregledajo številne druge spremenljivke, ki bi v večini primerov imeli večji vpliv.

### Poučevanje
Kahneman je trenutno višji profesor in zaslužni član fakultete Oddelka za psihologijo na Univerzi Princeton in šoli za javne in mednarodne zadeve Woodrow Wilson. Prav tako je sodelavec na Hebrejski univerzi in višji raziskovalec v podjetju Gallup.

### Osebno
Poročen je bil z Anne Treisman, nagrajeno kognitivno psihologinjo. Poletja sta preživljala v Kaliforniji.

## Pomembni prispevki

### Sidranje
Sidranje je vrsta kognitivne pristranskosti, ki opisuje človeško naravnanost, da se preveč zanašamo na prvi del informacij, ki so nam ponujene (ti. sidra), ko se odločamo. Med odločanjem se sidranje zgodi, ko posamezniki uporabijo prvotni del informacije, da naredijo nadaljnje odločitve. Ko si ustvarimo neko sidro, se nadaljnje odločitve naredijo tako, da se pri njih zgolj nekoliko odstranimo od prvotnega sidra. Obstaja tudi pristranskost, da nove informacije interpretiramo okoli prvotnega sidra. Primer tega je prvotna cena avtomobila pri prodaji. Ta postane standard za nadaljnji potek prodaje, tako da se nadaljnje nižje cene zdijo sprejemljive, čeprav so višje od dejanske vrednosti avtomobila.

### Teorija obetov
Teorija obetov je teorija vedenjske ekonomije, ki opisuje kako se ljudje odločajo med različnimi verjetnostnimi alternativami, kjer so verjetnosti izidov znane. Teorija predvideva, da se ljudje odločajo glede na potencialno izgubo in dobiček, namesto na končni izid in da ljudje te izgube ali dobičke vrednotijo s pomočjo hevristik. Model je opisnega značaja. Namreč, poskuša modelirati vedenje v resničnem življenju, namesto, da bi upošteval zgolj optimalne odločitve. 

### Zmota povezovanja
Zmota povezovanja je formalna zmota, ki se zgodi, ko predvidevamo, da so določeni pogoji bolj verjetni kot drugi. Najbolj pogosto citiran in znan primer sta opisala Amos Tversky in Daniel Kahneman.

"Linda je stara 31 let, je samska, odprta in zelo bistra. Diplomirala je iz filozofije. Kot študentko jo je zelo skrbela diskriminacija in družbena pravičnost. Prav tako je sodelovala v protijedrskih demonstracijah."

Kaj je bolj verjetno?

1.     Linda je blagajnik

2.     Linda je blagajnik in je aktivna v feminističnem gibanju

Večina vprašanih se odloči za drugo možnost. Kljub temu, da je verjetnost, da bi se oba dogodka zgodila skupaj, manjša ali enaka verjetnosti, da bi se zgodil eden izmed dogodkov posamezno.

### Zamenjava pripisovanja
Zamenjava pripisovanja je psihološki proces, za katerega menijo, da predhodi številnim kognitivnim pristranskostim in zaznavnim iluzijam. Zgodi se, ko se mora posameznik odločiti o ciljni lastnosti, ki je računsko zahtevna. To lastnost zamenja z lažje izračunljivo hevristično lastnostjo. Ta zamenjava naj bi se zgodila na nivoju intuitivnega odločanja in ne na nivoju samozavednega refleksivnega sistema. Zaradi tega procesa lahko nekdo, ko mora odgovoriti na težko vprašanje, odgovori na vprašanje, ki je povezano z omenjenim, vendar ni isto. To stori, brez da bi se sploh zavedal, da se je zamenjava zgodila. To razloži zakaj se posamezniki ne zavedajo lastnih pristranskosti in zakaj se pristranskosti ohranjajo, tudi ko se jih posameznik začne zavedati. Prav tako razloži zakaj pri človeških odločitvah redko pride do regresije k aritmetični sredini.

### Hevristika dostopnosti
Hevristika dostopnosti je duševna bližnjica, ki se naslanja na neposredne primere, ki se jih posameznik spomni. Hevristika dostopnosti je osnovana na principu tega, da so tiste stvari, ki jih lahko prikličemo neposredno v spomin, verjetno tudi bolj pomembne. Iz tega razloga ljudje bolj obtežijo zadnje informacije, ki jih dobijo in svoja mnenja naslanjajo s pozitivno pristranostjo do zadnjih novic.

### Zmota verjetnosti osnovne stopnje
Zmota verjetnosti osnovne stopnje, poznana tudi kot zanemarjanje verjetnosti osnovne stopnje ali pristranost verjetnosti osnovne stopnje, je napaka v razmišljanju. Če nam je predstavljena podobna informacija osnovne stopnje določene verjetnosti (npr. generična, splošna informacija) in specifična informacija (informacija, ki se nanaša na določeno zadevo), bomo z večjo verjetnostjo ignorirali prvo in se osredotočili na slednjo. 

Primer:
Janez je moški, ki nosi oblačila, ki spominjajo na gotski stil, ima dolge lase in posluša metalsko glasbo. Kako verjetno je, da bo Janez kristjan in kako verjetno je, da bo satanist?

Če ljudem postavimo to vprašanje, bi verjetno podcenili verjetnost, da bo kristjan in precenili vrednost, da bo satanist, glede na to, da je kristjanov približno dve milijardi, medtem ko je satanistov nekaj tisoč na svetu.

### Pravilo vrhunskega konca
Pravilo vrhunskega konca je teorija, ki opisuje, kako ljudje ocenjujemo pretekla hedonistična doživetja. Ta hevristični proces vodi ljudi k ocenjevanju preteklih izkušenj preko njihovega najbolj intenzivnega dogodka in konca same izkušnje, namesto celote ali povprečja vseh trenutkov določene izkušnje. Zgodi se ne glede na to, če je bil vrhunec pozitiven ali negativen, in ne glede na to, koliko časa je izkušnja trajala. 

### Načrtovalna zmota
Načrtovalna zmota je tendenca ljudi in organizacij, da podcenjujejo koliko časa bodo rabili, da dokončajo neko opravilo, tudi če imajo izkušnje s podobnimi opravili iz preteklosti.  Učinek te tendence se je pokazal na širokem spektru opravil. Med njih spadajo ocenjevanje časa šolskega dela, programiranja, delanja origamijev in izpolnjevanje obrazcev za davke. 

### Hevristika simulacije
Hevristika simulacije je psihološka hevristika, oz. duševna strategija poenostavljanja. Glede na hevristiko simulacije se ljudje odločajo o verjetnosti dogodka na podlagi tega, kako lahko si je nek dogodek zamišljati. Deloma zaradi tega ljudje doživljajo več obžalovanja nad določenim izidom, ki si ga lažje zamislijo. 

### Pristranskost statusa quo
Pristranskost statusa quo je kognitivna pristranskost, gre za preferenco po stanju, kot je trenutno. Trenutni status quo je vzet kot referenčna točka in vsaka spremembe od te točke je zaznana kot izguba.